# Вашко да Гама (кратер)
Вижте пояснителната страница за други значения на Вашко да Гама.
Вашку да Гама е голям кратер разположен в западната част близката страна на Луната, на юг от кратера Айнщайн. Диаметърът на кратера е 94 км и дълбочината е 2.1 км.
Кратерът е наименуван на великия португалски мореплавател и откривател Вашку да Гама.